# 特雷希廷斯豪森
特雷希廷斯豪森是德国莱茵兰-普法尔茨州的一个市镇。总面积8.22平方公里，总人口975人，其中男性474人，女性501人（2011年12月31日），人口密度119人/平方公里。